# John McPhee

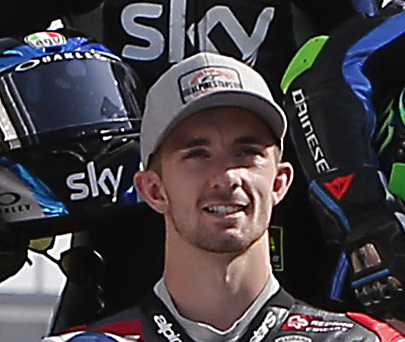
John McPhee

John McPhee (Oban, 14 juli 1994) is een Schots motorcoureur.

## Carrière
McPhee begon zijn motorsportcarrière op vijfjarige leeftijd. Hij nam deel aan lokale 125cc-kampioenschappen en werd in 2010 vijfde in deze klasse in het Britse kampioenschap. Dat jaar maakte hij ook zijn debuut in de 125cc-klasse van het wereldkampioenschap wegrace met een wildcard tijdens de seizoensafsluiter in Valencia op een Honda. In 2011 stapte hij over naar het Spaanse 125cc-kampioenschap en werd hier tiende. Daarnaast kreeg hij dat jaar opnieuw drie wildcards in het wereldkampioenschap 125cc, tijdens de races in Catalonië, Groot-Brittannië en Valencia, op een Aprilia. Hij scoorde hier in totaal drie punten, die hem de 31e plaats in het klassement opleverden. In 2012 werd hij zevende in het Spaanse Moto3-kampioenschap. Ook kreeg hij dat jaar opnieuw drie wildcards voor de Moto3-races in Catalonië, Groot-Brittannië en Tsjechië op een KRP-Honda, en behaalde een punt in Tsjechië. Tevens reed hij de laatste vijf races van het seizoen als vervanger van zijn latere teamgenoot Alexis Masbou.
In 2013 maakte McPhee zijn fulltime debuut in het wereldkampioenschap Moto3 op een FTR-Honda. Gedurende het seizoen was een zevende plaats in de Grand Prix van Japan zijn beste resultaat, waardoor hij met 24 punten negentiende werd in de eindstand. In 2014 stapte hij over naar een Honda en scoorde in elf van de achttien races punten. Met een vierde plaats in Japan als hoogtepunt verbeterde hij zichzelf naar de dertiende plaats met 77 punten. In 2015 scoorde hij in de Grand Prix van Indianapolis zijn eerste podiumplaats; in een race die onder natte omstandigheden begon maar droog eindigde stapte hij aan het eind van de formatieronde over naar een motor met droogweerbanden en eindigde zo als tweede met 40 seconden achterstand op winnaar Livio Loi. Met nog een pole position in de seizoensafsluiter in Valencia werd hij elfde in het klassement met 92 punten.
In 2016 maakte het team van McPhee de overstap naar de Peugeot-motoren. De Schot kende een moeilijke start van het seizoen, maar wist onder natte omstandigheden in Argentinië en Duitsland wel top 10-posities te halen. Tijdens de Grand Prix van Tsjechië, opnieuw een natte race, reed hij de hele wedstrijd sterk en nadat raceleider Brad Binder viel, wist hij gebruik te maken van deze kans om zijn eerste Grand Prix-overwinning te vieren.

## Statistieken

### Grand Prix

#### Per seizoen
| Seizoen | Klasse | Motor     | Team                        | Races | Winst | Podiums | Poles | SR | Ptn | Pos |
| ------- | ------ | --------- | --------------------------- | ----- | ----- | ------- | ----- | -- | --- | --- |
| 2010    | 125cc  | Honda     | KRP Bradley Smith Racing    | 1     | 0     | 0       | 0     | 0  | 0   | NC  |
| 2011    | 125cc  | Aprilia   | Racing Steps Foundation KRP | 3     | 0     | 0       | 0     | 0  | 3   | 31e |
| 2012    | Moto3  | KRP Honda | Racing Steps Foundation KRP | 3     | 0     | 0       | 0     | 0  | 1   | 37e |
| 2012    | Moto3  | KRP Honda | Caretta Technology          | 5     | 0     | 0       | 0     | 0  | 0   | 37e |
| 2013    | Moto3  | FTR       | Caretta Technology RTG      | 17    | 0     | 0       | 0     | 0  | 24  | 19e |
| 2014    | Moto3  | Honda     | SaxoPrint-RTG               | 18    | 0     | 0       | 0     | 1  | 77  | 13e |
| 2015    | Moto3  | Honda     | SAXOPRINT-RTG               | 18    | 0     | 1       | 1     | 0  | 92  | 11e |
| 2016    | Moto3  | Peugeot   | Peugeot MC Saxoprint        | 16    | 1     | 1       | 0     | 0  | 48  | 22e |
| 2017    | Moto3  | Honda     | British Talent Team         | 18    | 0     | 3       | 1     | 0  | 131 | 7e  |
| 2018    | Moto3  | KTM       | CIP Green Power             | 18    | 0     | 2       | 0     | 0  | 78  | 12e |
| 2019    | Moto3  | Honda     | Petronas Sprinta Racing     | 19    | 1     | 3       | 2     | 1  | 156 | 5e  |
| 2020    | Moto3  | Honda     | Petronas Sprinta Racing     | 15    | 1     | 4       | 1     | 0  | 131 | 7e  |
| 2021    | Moto3  | Honda     | Petronas Sprinta Racing     | 17    | 0     | 1       | 0     | 0  | 77  | 13e |
| 2021    | Moto2  | Kalex     | Petronas Sprinta Racing     | 1     | 0     | 0       | 0     | 0  | 0   | 37e |
| 2022    | Moto3  | Husqvarna | Sterilgarda Husqvarna Max   | 15    | 1     | 1       | 0     | 2  | 102 | 11e |
| Totaal  | Totaal | Totaal    | Totaal                      | 184   | 1     | 16      | 5     | 4  | 920 |     |

#### Per klasse
| Klasse | Seizoenen | 1e GP          | 1e podium         | 1e winst      | Races | Winst | Podiums | Poles | SR | Ptn | Kampioen |
| ------ | --------- | -------------- | ----------------- | ------------- | ----- | ----- | ------- | ----- | -- | --- | -------- |
| 125cc  | 2010-2011 | Valencia 2010  |                   |               | 4     | 0     | 0       | 0     | 0  | 3   | 0        |
| Moto3  | 2012-2022 | Catalonië 2012 | Indianapolis 2015 | Tsjechië 2016 | 179   | 4     | 16      | 5     | 4  | 917 | 0        |
| Moto2  | 2021      | Aragón 2021    |                   |               | 1     | 0     | 0       | 0     | 0  | 0   | 0        |
| Totaal | 2010-2022 | 2010-2022      | 2010-2022         | 2010-2022     | 184   | 4     | 16      | 5     | 4  | 920 | 0        |

#### Races per jaar
(vetgedrukt betekent pole positie; cursief betekent snelste ronde)
| Jaar | Klasse | Motor     | 1       | 2       | 3       | 4       | 5      | 6       | 7       | 8       | 9       | 10      | 11      | 12     | 13      | 14      | 15      | 16      | 17      | 18      | 19      | 20     | Pos | Ptn |
| ---- | ------ | --------- | ------- | ------- | ------- | ------- | ------ | ------- | ------- | ------- | ------- | ------- | ------- | ------ | ------- | ------- | ------- | ------- | ------- | ------- | ------- | ------ | --- | --- |
| 2010 | 125cc  | Honda     | QAT     | SPA     | FRA     | ITA     | GBR    | NED     | CAT     | DUI     | TSJ     | INP     | SMR     | ARA    | JPN     | MAL     | AUS     | POR     | VAL 22  |         |         |        | NC  | 0   |
| 2011 | 125cc  | Aprilia   | QAT     | SPA     | POR     | FRA     | CAT 26 | GBR 15  | NED     | ITA     | DUI     | TSJ     | INP     | SMR    | ARA     | JPN     | AUS     | MAL     | VAL 14  |         |         |        | 31  | 3   |
| 2012 | Moto3  | KRP Honda | QAT     | SPA     | POR     | FRA     | CAT 19 | GBR 28  | NED     | DUI     | ITA     | INP     | TSJ 15  | SMR    | ARA 22  | JPN 21  | MAL 22  | AUS 19  | VAL DNF |         |         |        | 37  | 1   |
| 2013 | Moto3  | FTR Honda | QAT DNF | AME 21  | SPA 11  | FRA 11  | ITA 16 | CAT 19  | NED 21  | DUI 23  | INP 20  | TSJ 13  | GBR 14  | SMR 20 | ARA 23  | MAL 17  | AUS 17  | JPN 7   | VAL DNF |         |         |        | 19  | 24  |
| 2014 | Moto3  | Honda     | QAT 11  | AME 9   | ARG DNF | SPA 13  | FRA 8  | ITA DNF | CAT 9   | NED 10  | DUI 7   | INP DNF | TSJ DNF | GBR 11 | SMR 13  | ARA DNF | JPN 4   | AUS 5   | MAL DNF | VAL 17  |         |        | 13  | 77  |
| 2015 | Moto3  | Honda     | QAT 5   | AME 6   | ARG 15  | SPA 10  | FRA 17 | ITA 20  | CAT DNF | NED 10  | DUI 17  | INP 2   | TSJ 10  | GBR 6  | SMR 19  | ARA 17  | JPN 9   | AUS DNF | MAL 10  | VAL 7   |         |        | 11  | 92  |
| 2016 | Moto3  | Peugeot   | QAT 27  | ARG 7   | AME 21  | SPA DNF | FRA 20 | ITA 23  | CAT 15  | NED 16  | DUI 6   | OOS 24  | TSJ 1   | GBR 17 | SMR 20  | ARA 13  | JPN DNF | AUS DNF | MAL     | VAL     |         |        | 22  | 48  |
| 2017 | Moto3  | Honda     | QAT 2   | ARG 2   | AME 7   | SPA DNF | FRA 12 | ITA 6   | CAT 12  | NED 3   | DUI DNF | TSJ 6   | OOS DNF | GBR 13 | SMR DNF | ARA 6   | JPN 10  | AUS DNF | MAL 5   | VAL 8   |         |        | 7   | 131 |
| 2018 | Moto3  | KTM       | QAT DNF | ARG 17  | AME 14  | SPA DNF | FRA 12 | ITA 12  | CAT 4   | NED DNF | DUI 3   | TSJ DNF | OOS 12  | GBR C  | SMR DNF | ARA 10  | THA DNF | JPN 5   | AUS 14  | MAL DNF | VAL 3   |        | 12  | 78  |
| 2019 | Moto3  | Honda     | QAT 13  | ARG 21  | AME 14  | SPA 12  | FRA 1  | ITA 6   | CAT 13  | NED 5   | DUI 6   | TSJ DNF | OOS 3   | GBR 7  | SMR 2   | ARA 4   | THA DNF | JPN 6   | AUS 5   | MAL 7   | VAL DNF |        | 5   | 156 |
| 2020 | Moto3  | Honda     | QAT 2   | SPA DNF | AND 2   | TSJ 5   | OOS 3  | STI DNF | SMR 1   | EMI 10  | CAT DNF | FRA DNF | ARA 5   | TER 6  | EUR DNF | VAL 11  | POR 9   |         |         |         |         |        | 7   | 131 |
| 2021 | Moto3  | Honda     | QAT DNF | DOH DNF | POR 23  | SPA DNF | FRA 4  | ITA 7   | CAT DNF | DUI 11  | NED 6   | STI 13  | OOS 7   | GBR 12 |         | SMR 13  | AME 3   | EMI DNF | ALG DNF | VAL 11  |         |        | 13  | 77  |
| 2021 | Moto2  | Kalex     |         |         |         |         |        |         |         |         |         |         |         |        | ARA 20  |         |         |         |         |         |         |        | 37  | 0   |
| 2022 | Moto3  | Husqvarna | QAT 5   | INA     | ARG     | AME     | POR    | SPA     | FRA 12  | ITA DNF | CAT 7   | DUI 19  | NED DNF | GBR 7  | OOS 9   | SMR 9   | ARA 10  | JPN 7   | THA DNF | AUS 6   | MAL 1   | VAL 11 | 11  | 102 |